# Dedinje

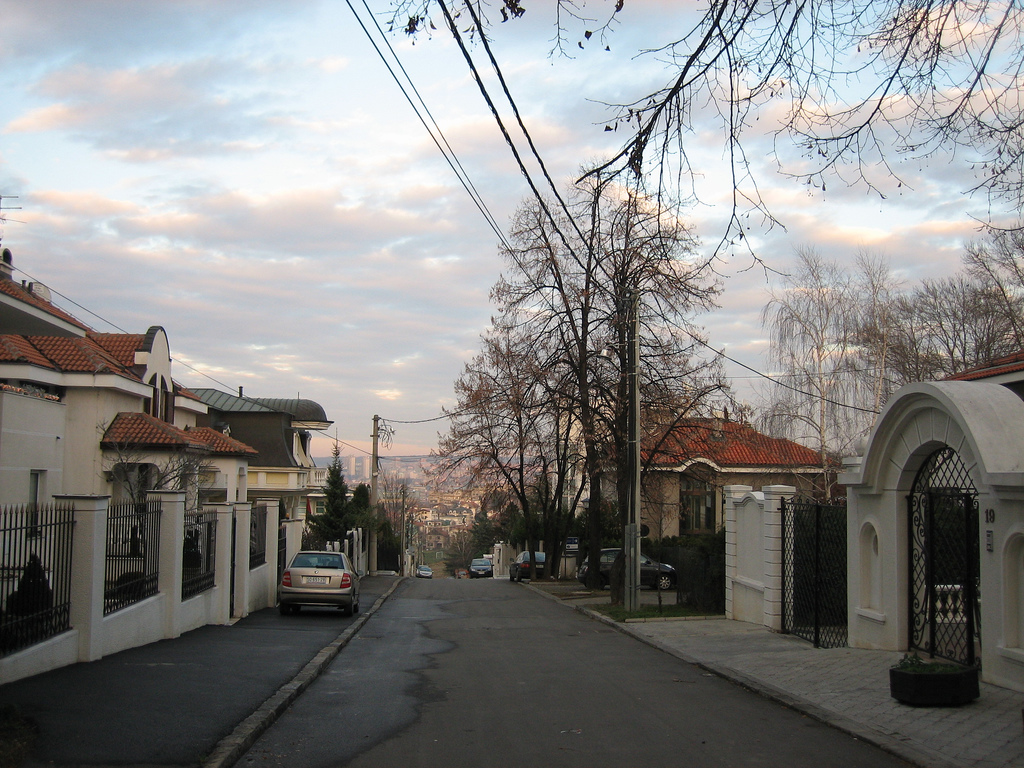
Luxusní vily a výhled na Bělehrad z kopců, na kterých se Dedinje rozkládá

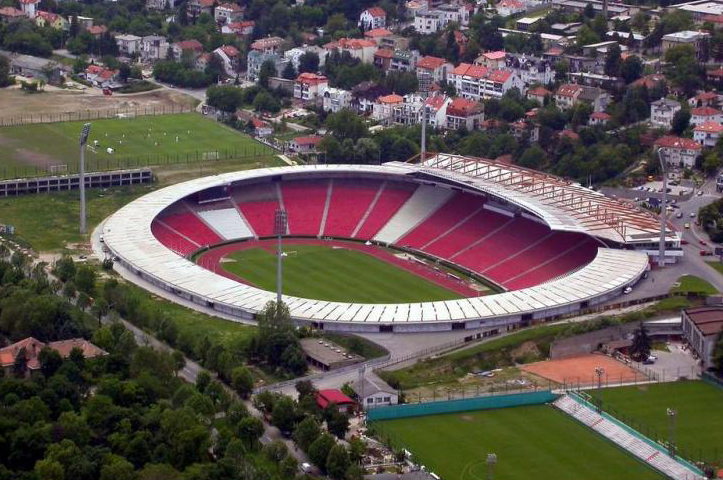
Stadion "Marakana", který patří týmu Crvena zvezda.

Dedinje (v srbské cyrilici Дедиње) je městská část Bělehradu, administrativně součást opštiny Savski venac. Nachází se v jižní části města, mezi Topčiderem a parkem Banjička šuma.
Je místem, kde bydlí celá řada významných osobností, ať již politiků, či podnikatelů.
Dedinje patří k nejluxusnějším adresám v celém Bělehradě. Má vynikající podmínky pro život (v blízkosti velkých parků a dostatek zeleně), jakož i dobré dopravní spojení se zbytkem města. Kromě bezprostředního napojení na dálniční síť je zde např. zavedena i trolejbusová doprava. Hlavní ulice na Dedinji nesou názvy Bulevar kneza Aleksandra Karađorđevića, Neznanog junaka, Teodora Drajzera a Ljutice Bogdana.
V nedalekém Topčideru byl během existence srbského království v 19. století vybudován královský palác, který z východní strany obklopovaly vinice. Později byly tyto vinice odstraněny, nicméně v blízkosti luxusní královské rezidence vznikla honosná čtvrť.
Na Dedinji se nachází celá řada architektonicky hodnotných vil, které byly vybudovány v meziválečném období. Již tehdy se jednalo o rezidence významných a prominentních průmyslníků a továrníků. Dedinje patřilo k dobrým adresám také během existence socialistické Jugoslávie; situována zde byla různá velvyslanectví. Po nějakou dobu zde bydlel i Josip Broz Tito; jeho rezidence byla po jeho smrti upravena jako památník (Kuća cveća). V současné době je tento objekt součástí Muzea jugoslávských dějin.
Na Dedinji rovněž bydlel i Slobodan Milošević, jehož sídlo bylo v roce 1999 zasaženo raketami během bombardování Jugoslávie. Do blízkosti prezidentovy rezidence přesídlil na jaře 1999 také i generální štáb jugoslávské armády, který byl jedním z cílů letounů NATO. Nachází se zde Vila Mir, která byla určena původně pro Josipa Broze; sídlil v ní nakonec však až Milošević.
Na Dedinji se rovněž nachází stadiony dvou bělehradských fotbalových týmů, FK Partizan a Crvena zvezda.